# Carl von Salis
Carl Albert von Salis-Soglio (CvS) (* 6. Dezember 1886 in Turin; † 23. November 1941 in Grevasalvas, Sils; Bürger von Soglio und Bever) war ein Schweizer Maler und Zeichner.

## Leben
Carl von Salis war der dritte von vier Söhnen des Textilunternehmers Robert von Salis-Soglio (1857–?) und Elise Annetta Gruber (1860–?). Die Familie lebte bis 1900 in Genua in der bis heute erhaltenen herrschaftlichen Villa Gruber, ab 1921 in Bever. Salis besuchte das humanistische Gymnasium in Basel, danach schrieb er sich an der Kunstakademie in Karlsruhe ein. Von 1907 bis 1911 war er an der Akademie der Bildenden Künste München und wurde dort von Angelo Jank ausgebildet. In seiner Münchner Zeit befreundete sich Salis mit dem deutschen Maler Walter von Ruckteschell. Mit seiner Heimat in Bever blieb Salis in intensivem Kontakt. Für seine Wanderungen und Skitouren in dem Gebiet baute er 1912 mit seinem Neffen Karl Gruber eine heute noch im Familienbesitz befindliche Skihütte („Salishütte“, auch „Plaun da Sel“) oberhalb Blaunca in Maloja. Dort waren renommierte Künstler der damaligen Zeit zu Gast, so etwa Johannes Theodor Baargeld und Hans Mühlestein. Es entstanden erste Gemälde der Oberengadiner Seenlandschaft sowie Gemälde mit Bergmotiven.
Als Sohn einer Patrizierfamilie ohne finanzielle Einschränkungen gehörte Reisen zu Salis Hauptinteressen, so hatte er Süditalien, Sizilien sowie Dalmatien besucht und brach 1913 zu einer grossen Reise ins damalige Deutsch-Ostafrika auf. Begleitet wurde er von Walter von Ruckteschell und dessen Frau, der Künstlerin Clara von Ruckteschell-Truëb. Gemeinsam bauten sie in Moshi, nahe dem Kilimandscharo, ein Atelierhaus. Grund der Reise war ein Auftrag der Reederei Deutsche Ost-Afrika Linie zur Ausgestaltung eines Luxusdampfers im Kolonialstil. Nebenher ging er auf die Jagd, wobei er die erlegten Tiere auch zeichnerisch festhielt. Zudem war von Salis der erste Schweizer auf dem Kilimandscharo, den er am 13. Februar 1914 zusammen mit dem Ehepaar Ruckteschell bestiegen hatte. Ruckteschell und Salis erreichten auch den Gipfel des Kibo an der damaligen Kaiser-Wilhelm-Spitze. Dies war die 4. Gipfelbesteigung des Kibo.
Bei Ausbruch des Ersten Weltkriegs verließ Salis Deutsch-Ostafrika fluchtartig. Fast sein komplettes Werk aus Afrika musste er in Moshi zurücklassen – viele dieser Arbeiten gelten als verschollen. Die Heimkehr führte über Südafrika nach London, wo er – aufgrund deutscher Stempel in seinem Reisepass – kurzfristig verhaftet wurde. Nach seiner Flucht aus Deutsch-Ostafrika und seiner Freilassung in London kehrte Salis in die Schweiz zurück und bezog das Familienhaus in Bever. 1921 heiratete er Elly von Jenner. Ab dieser Zeit war das Engadin sein Lebensmittelpunkt.
Salis starb 1941 durch einen Lawinenabgang in der Nähe seiner Hütte nahe Grevasalvas.

## Werk
Das Werk von Carl Albert von Salis ist wenig bekannt und sehr heterogen. Er malte Berglandschaften wie auch in der Zeit in Deutsch-Ostafrika dortige Motive und Porträts. Seine Zeichnungen im Hüttenbuch der „Salishütte“ zeigen Nähe zum Dadaismus und er war vom Werk Kasimir Malewitschs inspiriert. Salis war, im Gegensatz zu seinen Malerkollegen wie Giovanni Segantini oder Giovanni Giacometti, die auch Auftragsarbeiten ausführten, nicht auf die Einnahmen aus dem Verkauf seiner Kunstwerke angewiesen. 1935 erhielten er und Gottardo Segantini den Auftrag, gefährdete Stellen des zu Segantinis Alpentriptychon gehörenden Werks «La natura» zu fixieren.
Zeit seines Lebens konnte von Salis keine Einzelausstellungen realisieren. Überliefert ist eine Gruppenausstellung in Winterthur 1926. Nach seinem Tod widmete ihm das Bündner Kunstmuseum in Chur 1942 eine Gedächtnisausstellung. Weitere Gruppenausstellungen sind in Basel, Zürich, St. Gallen und Genf nachgewiesen. In öffentlichen Kunstsammlungen trifft man die Werke von Carl von Salis selten: Das Bündner Kunstmuseum sowie die Fundaziun Capauliana haben je 13 Gemälde und Zeichnungen. Eines der Gemälde aus dieser Zeit befindet sich im Hotel „Schweizerhof“ in Flims. In den 1930er Jahren publizierte Arnoldo M. Zendralli die bisher einzige auffindbare Werkliste von Carl von Salis in den „Quaderni grigionitaliana“. Sie umfasst rund 400 Einträge, darunter Gemälden, Zeichnungen und Druckgrafiken.

## Varia
Der Film „Das Wolkenphänomen von Maloja“ über die sogenannte Maloja-Schlange, ein Wetterphänomen im Engadin, von dem deutschen Regisseur Arnold Fanck wurde 1924 vor allem rund um die „Salishütte“ gedreht, entsprechende Einträge finden sich im Hüttenbuch.

## Werke (Auswahl)
- Münster im Wallis, Kunsthaus Chur.[4] Dieses Werk befindet sich nicht mehr in der Sammlung des Bündner Kunstmuseums, Standort unbekannt. Werke in der Sammlung des Bündner Kunstmuseum siehe Sammlung online
- Engadiner Winterlandschaft, Kunsthaus Chur (Geschenk des Malers 1920).[5]
- Grevasalvas, Dudner Kunstsammlung, Chur.